# Мартинелли, Томмазо Мария
Томмазо Мария Мартинелли (итал. Tommaso Maria Martinelli, 4 февраля 1827, Санта-Анна ди Стаццема, герцогство Лукка — 30 марта 1888, Рим, королевство Италия) — итальянский куриальный кардинал, августинец. Брат кардинала Себастьяно Мартинелли. Про-префект Священной Конгрегации образования с 12 марта 1874 по 18 октября 1877. Префект Священной Конгрегации обрядов с 18 октября 1877 по 15 июля 1878. Префект Священной Конгрегации Индекса с 15 июля 1878 по 24 марта 1884. Камерленго Священной Коллегии Кардиналов с 15 марта 1883 по 24 марта 1884. Кардинал-дьякон с 22 декабря 1873, с титулярной диаконией Сан-Джорджо-ин-Велабро с 16 января 1874 по 17 сентября 1875. Кардинал-священник с титулом церкви Санта-Приска с 17 сентября 1875 по 24 марта 1884. Кардинал-епископ Сабины и аббат аббатства Санта-Мария-ди-Фарфа с 24 марта 1884.